# Binanga Panosahan
Binanga Panosahan is een bestuurslaag in het regentschap Padang Lawas Utara van de provincie Noord-Sumatra, Indonesië. Binanga Panosahan telt 257 inwoners (volkstelling 2010).